# Kościół św. Michała Archanioła w Potulińcu
Kościół św. Michała Archanioła w Potulińcu – katolicki kościół filialny zlokalizowany we wsi Potuliniec w gminie Płoty, w powiecie gryfickim (województwo zachodniopomorskie). Należy do parafii Matki Bożej Różańcowej w Żabowie.

## Historia i architektura
Kościół został wzniesiony w 1871 roku. Murowany z kostki granitowej i utrzymany w stylu neogotyckim jest budowlą jednonawową, rozplanowaną na rzucie prostokąta, z zamkniętym trójbocznie prezbiterium. Od zachodu posiada trzykondygnacyjną wieżę, w 2. i 3. kondygnacji murowaną z cegły. Wieża zwieńczona jest czterema wimpergami i nakryta ośmiobocznym, blaszanym hełmem. Nawa i wieża wsparte są przyporami. Portal w wieży zachodniej, profile okien, gzyms i przypory wymurowano z cegły.
Wnętrze kościoła nakrywa sklepienie krzyżowo-żebrowe. W dwudzielnych oknach, zdobionych prostymi maswerkami, wstawione są witraże. Nad wejściem znajduje się empora z prospektem organowym. W środku zachowało się XIX-wieczne wyposażenie: neogotycki ołtarz, ambona i ławki.
Po II wojnie światowej kościół został poświęcony jako świątynia katolicka w 1947 roku.